# 隍將舞
隍將舞是一種結合城隍家將、五行旗舞和金球戲獅的新興舞蹈表演，為嘉義縣鹿草鄉重寮國民小學因感念地方城隍廟對學校的各項支援協助，於校友以及重寮安溪城隍廟的協助下，特聘前雲門舞集舞者，現任龍門舞蹈團團長陳美利老師結合地方城隍信仰特色所創作而成。

## 主架構
隍將舞的表演有三大主軸，分別在以下做說明。
- 城隍家將

以城隍信仰中的家將陣頭為主軸，置使役一位，文、武差各一位，甘柳范謝四將軍，春夏秋冬四大神共十一位成員。
- 五行旗舞

以五對顏色各異的五行旗組成，旗色依照傳統陰陽五行說，置白、綠、藍、紅、黃五色，對應金、木、水、火、土五行(其中水旗因傳統的黑色被認為對營造喜慶的氣氛有不良影響而置換成了藍色)，在旗海中展現宇宙相輔相成、相生相剋之特色，也呈現廟會中繽紛之色彩及喜慶氣氛。
- 金球戲獅

由身著紅衣的團員以手中的金球戲耍由其他團員所扮成的青面獅。